# Commiphora berryi
Commiphora berryi is een soort uit de familie Burseraceae. Het is een kleine veeltakkige bladverliezende struik of boom die een groeihoogte van 10 meter kan bereiken. De schors heeft een roodbruine of grijze kleur. De bladeren zitten afwisselend aan de takken en bestaan uit drie blaadjes. De bloemen zijn klein en hebben een dieprode, roze of crème kleur.
De soort komt voor in het zuidwesten van India en op het eiland Sri Lanka. Hij groeit daar in droge bossen en woestijnregio's.  
De boom levert een geurige gomhars, Mulu kilavary genaamd, die in het wild geoogst wordt. Deze wordt gebruikt in de traditionele geneeskunde en als fixatief in parfums, ter vervanging van mirre.
... 
C. africana · 
C. caudata · 
C. gileadensis · 
C.  guidottii · 
C. kataf · 
C. myrrha · 
C. simplicifolia · 
C. wightii · 
C. wildii
...